# 마르타 쿠비쇼바

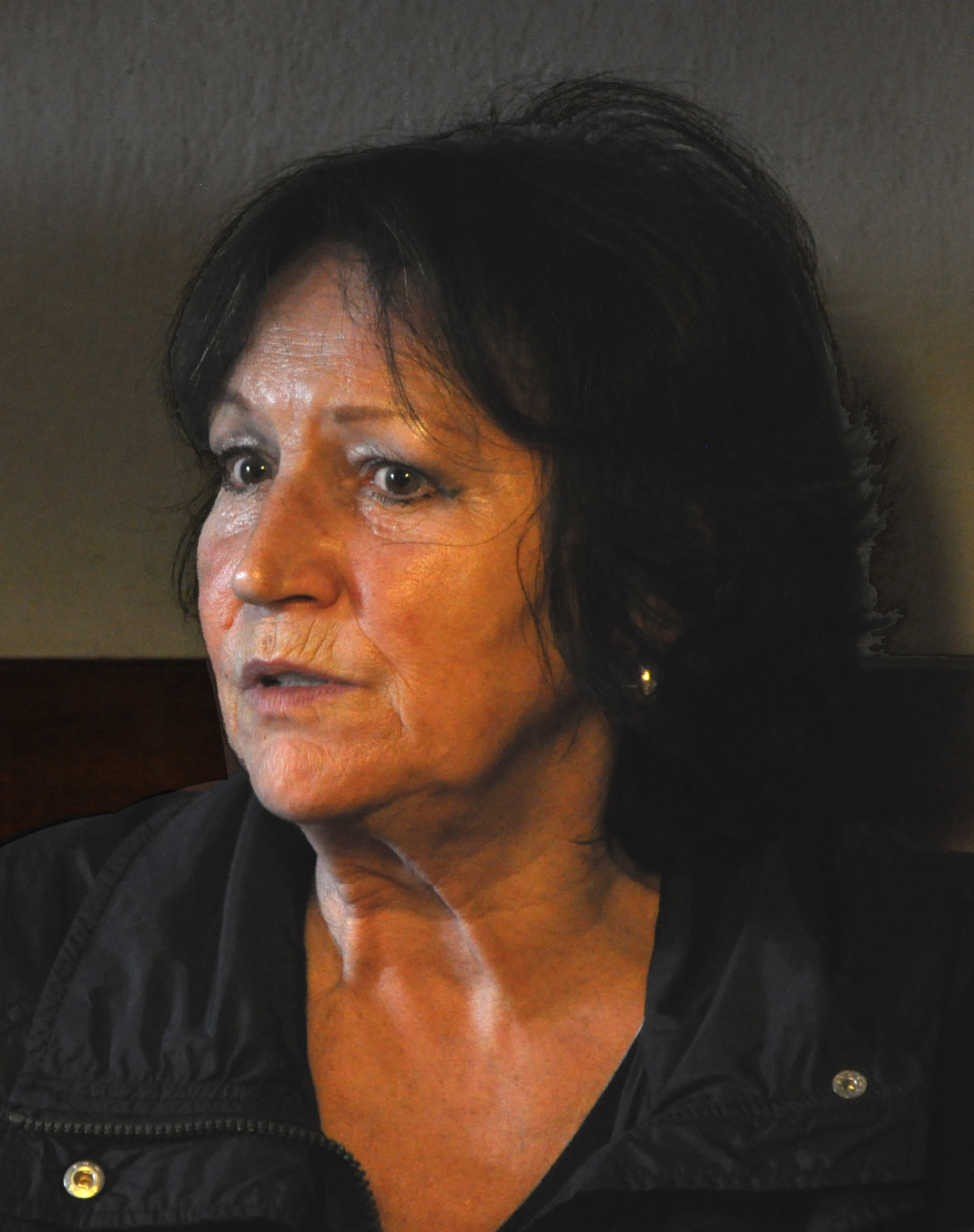
마르타 쿠비쇼바

마르타 쿠비쇼바(Marta Kubišová, 1942년 11월 1일, 체스케부데요비체 ~)는 체코의 가수이다. 쿠비쇼바는 1968년 프라하의 봄 당시 마르타를 위한 기도 ("Modlitba pro Martu")라는 노래로 체코슬로바키아에서 큰 인기를 얻은 여성 가수였다.
쿠비쇼바는 1967년, 즐라티 슬라비크 (황금 꾀꼬리라는 뜻)상을 수상했다. 쿠비쇼바의 노래 "마르타를 위한 기도"는 1968년에 벌어진 바르샤바 조약기구 군대의 체코슬로바키아 침공을 향한 국가 저항의 상징이 되었다. 프라하의 봄 당시 쿠비쇼바는 200개가 넘는 SP 레코드와 LP 1개 (Songy a Balady, 1969년에 발매됨)를 녹음했지만, 체코슬로바키아 사회주의 공화국 정부의 금지 처분을 받는 바람에 음악은 상점에서 울려 퍼지지 못했다. 1970년, 체코슬로바키아 사회주의 공화국 정부는 쿠비쇼바가 음란 사진을 만들었다고 거짓으로 모함해 1989년까지 쿠비쇼바가 공연하는 것을 금지했다. 쿠비쇼바는 77 헌장 선언문의 서명자였으며, 체코슬로바키아의 민주화에 기여하였다. 1989년 벨벳 혁명 이후에 나온 쿠비쇼바의 첫 LP는 재발간한 가곡과 발라드 (Songy a Balady)와 램프(Lampa)라는 제목이 붙은 오래된 노래 모음이었다.